# San Juan de Dios, Atarjea
San Juan de Dios är en ort i Mexiko.   Den ligger i kommunen Atarjea och delstaten Guanajuato, i den centrala delen av landet, 220 km norr om huvudstaden Mexico City. San Juan de Dios ligger 1 944 meter över havet och antalet invånare är 283.
Terrängen runt San Juan de Dios är huvudsakligen kuperad, men åt nordost är den bergig. Runt San Juan de Dios är det glesbefolkat, med 14 invånare per kvadratkilometer. Närmaste större samhälle är El Frontoncillo, 16,3 km söder om San Juan de Dios. I omgivningarna runt San Juan de Dios växer huvudsakligen savannskog.